# إميل فايفر
إميل فايفر (بالألمانية: Emil Pfeiffer) (و. 1846 – 1921 م) هو طبيب، وطبيب باطني، وعالم نبات، وطبيب أطفال ألماني، ولد في فيسبادن، توفي في فيسبادن، عن عمر يناهز 75 عاماً.

## التعليم
تعلم في جامعة هومبولت في برلين
.